# Chapter 9

Öffentliche Anzeige der Insolvenz von Detroit vom 18. Juli 2013

Chapter 9 ist ein Kapitel des Insolvenzrechts der Vereinigten Staaten, das die Restrukturierung von in Insolvenz geratenen Gemeinden regelt.

## Allgemeines
Chapter 9 ist ein Teil des US Bankruptcy Code (BC), und zwar als Buch 11 (englisch title 11) des United States Code (11 USC). Die korrekte Langform ist demnach „Chapter 9 of Title 11 of the United States Code“. Es ist überschrieben mit „Anpassung der Schulden einer Munizipalität“ (englisch adjustment of debts of a municipality). Der existierende Finanzausgleich kann – und soll auch nicht – verhindern, dass Bundesstaaten oder in der Ebene darunter befindliche öffentlich-rechtliche Gebietskörperschaften zahlungsunfähig werden und in Insolvenz (englisch bankruptcy) gehen. Der Finanzausgleich sieht keine Transferleistungen vor, die finanziell schwächeren Bundesstaaten helfen. Während in Deutschland Länder, Gemeinden und Gemeindeverbände insolvenzunfähig sind, weil über ihr Vermögen ein Insolvenzverfahren unzulässig ist (§ 12 Abs. 1 InsO), können in den USA Gemeinden insolvent werden.

## Normadressaten
Normadressaten des seit 1934 bestehenden heutigen Chapter 9 sind unterhalb eines Bundesstaats angesiedelte Gemeinden (englisch local governments), Zweckdistrikte (englisch special-purpose districts) mit ihrer Unterform Schuldistrikte (englisch school districts) und öffentliche Einrichtungen (englisch public entities); alle zusammengefasst als Munizipalitäten (englisch municipalities), die mit der Zustimmung ihres übergeordneten Bundesstaats Konkursantrag stellen dürfen. Anders als in Chapter 11 für Unternehmen, gibt es keine Liquidation, sondern ein Restrukturierungsverfahren, bei dem kommunale Gläubiger Umschuldungen, aber auch Schuldenerlasse vornehmen müssen, und die betroffene Kommune nach Abschluss des Verfahrens weiter existiert. Außerdem ist in Chapter 9 kein Notverkauf des gemeindlichen Vermögens vorgesehen, entsprechend auch keine Verteilung der Erlöse auf die Gläubiger.

## Geschichte
Der erste US-Finanzminister Alexander Hamilton ging 1790 noch davon aus, dass die Zentralregierung der USA hinter der Kreditwürdigkeit der Bundesstaaten stehe. Die heute noch in den USA geltende No-Bailout-Klausel stammt aus dem Jahre 1842, als überschuldete Bundesstaaten erfolglos die Zentralregierung um finanzielle Hilfe baten, diese aber nicht eingriff. Als Folge wurden 12 Bundesstaaten zahlungsunfähig. Den ersten Zahlungsausfall (englisch default) einer Gemeinde meldete 1839 Mobile (Alabama).
Im August 1933 meldete Arkansas die Zahlungsunfähigkeit bei einem Highway Bond, einem Zweckdistrikt, an. Zur Zeit der Einführung des Chapter 9 im Jahre 1934 befanden sich  2.019 „local governments“ im Zahlungsausfall.
Zwischen 1929 und 1937 gab es während der Großen Depression 4771 Zahlungsausfälle meistens bei Kommunalanleihen (englisch general obligation bonds). Zwischen 1839 und 1983 gab es 6200 gemeldete Zahlungsausfälle bei „municipal bonds“. Der Ratingagentur Moody’s zufolge meldeten zwischen 1970 und 2009 insgesamt 54 „municipal bonds“ einen Zahlungsausfall, davon entfielen 78 % auf das Gesundheitswesen und die Immobilienfinanzierung. 1978 gab es den ersten Zahlungsausfall bei einem „general obligation bond“ durch Cleveland seit der großen Depression. Spektakuläre Insolvenzen der Neuzeit waren insbesondere New York City (Oktober 1975), Orange County (Dezember 1994), Jefferson County (Alabama) (November 2011), Stockton (Kalifornien) (Juni 2012) oder Detroit (März 2013), allesamt „municipalities“.
Das heutige Chapter 9 ist das Ergebnis einer Gesetzesänderung aus dem Jahre 1978 aufgrund der gravierenden Finanzkrise von New York City im Jahre 1975, für die sich die Anwendung des alten Chapter 9 als ungeeignet erwies. Eine weitere Änderung aus 1988 befasst sich mit der Ausklammerung der „revenue bonds“ und der diese „sichernden“ Steuer- und Abgabenarten aus dem kommunalen Insolvenzverfahren.

## Inhalt
Normadressaten des Chapter 9 sind Munizipalitäten (englisch municipality), die gerichtlichen Beistand beantragen können (11 U.S.C. § 109(c)). Einziges zuständiges Gericht ist das United States Bankruptcy Court. Der Begriff „municipality“ ist definiert als eine „politische Untergliederung oder öffentliche Einrichtung oder Instrument eines Bundesstaates“ (11 U.S.C. § 101(40)). Diese Definition ist sehr allgemein, so dass hierunter Städte (englisch Citys), Counties, Townships, Zweckdistrikte (englisch special-purpose districts) und deren Unterform Schuldistrikte (englisch School districts) und öffentliche Bauprojekte erfasst werden. Es umfasst deshalb auch mautpflichtige Projekte wie Brücken oder Highways. Eine Berechtigung zur Antragstellung setzt voraus, dass die „municipality“ als Schuldner vom Bundesstaat anerkannt und autorisiert ist, dass sie insolvent ist nach 11 U.S.C. § 101(32)(C); sie muss einen Restrukturierungsplan vorlegen und mit den Gläubigern Verhandlungen führen (11 U.S.C. § 109(c)). Nach Eröffnung des Verfahrens wird vom Konkursgericht die Öffentlichkeit unterrichtet (11 U.S.C. § 923). Es folgt ein gerichtliches Verwertungs- und Zahlungsverbot (englisch automatic stay), so dass die Gläubiger vom Schuldner keine Zahlungen oder Vermögen mehr annehmen oder verwerten dürfen (11 U.S.C. §§ 362(a), 901(a)). Während der Schuldendienst der „general obligation bonds“ im Verlauf des Verfahrens ruht, darf er ausdrücklich bei „revenue bonds“ aufrechterhalten bleiben (11 U.S.C. § 928).
Die Kompetenzen des Gerichts und der Gläubiger sind damit wesentlich begrenzter als bei Chapter 11.